# عصب الحبل الطبلي
عصب حبل الطبل أو عصب الحبل الطبلي (بالإنجليزية: Tympanic cord)‏ هو فرع من العصب الوجهي، ينشأ من حليمات الذوق في الجزء الأمامي لللسان ويمر عبر الأذن الوسطى وينقل رسائل حس التذوق إلى الدماغ. يتصل عصب حبل الطبل بالعصب الوجهي في القناة الوجهية قرب مخرجه من الثقب الإبري الحلمي (الخشائي).

## بنية العصب
يخرج عصب حبل الطبل من الجمجمة عبر مجرى السمع الباطن بمرافقة العصب الوجهي ثم يدخل الأذن الوسطى حيث يعبر من الامام للخلف عبر غشاء الطبل ويمر بين الركابة والسندان على الجزء الأنسي من الركابة .
ثم يمر عبر الشق الطبلي الصخري ويخرج من الجمجمة إلى الحفرة الصدغية السفلية حيث يتصل بعصب أكبر هو العصب اللساني والذي هو فرع من العصب الفكي السفلي .

## وظيفته
يحمل عصب حبل الطبل نوعين من الالياف العصبية :
1- الياف حس التذوق من الثلثين الأمامين من اللسان
2- ألياف عصبية نظيرة ودية إلى العقدة العصبية تحت الفك السفلي والتي توفر تعصيباً افرازياً للغدتان اللعابيتان تحت الفك وتحت اللسان وكذلك للاوعية الدموية في اللسان حيث يؤدي تنبيهها إلى توسع هذه الأوعية .

## روابط خارجية
- شكل تشريحي: 27:03-08 على موقع مركز سوني دونستات الطبي (تشريح بشري عبر الإنترنت).
- أعصاب قحفية على موقع ييل 7-18

- GrossAnatomy/h_n/cn/cn1/cnb7c.htm في موقع (MedEd) التابع لجامعة لويولا.
- Chorda+tympani في قاموس إي ميديسين

- درسٌ تشريحي حول cranialnerves مُعدٌ بواسطة ويسلي نورمان (جامعة جورجتاون). (VII)
- Photo at جامعة واشنطن في سانت لويس